# Silas Blissett
Silas Blissett es un personaje ficticio de la serie de televisión británica Hollyoaks, interpretado por el actor Jeff Rawle desde el 23 de diciembre de 2010 hasta el 4 de noviembre de 2011, después de que su personaje fuera arrestado por sus crímenes. Jeff regresó brevemente a la serie en julio del 2012 y se fue de nuevo el 19 de julio del mismo año. Jeff regresó a la serie el 19 de enero de 2016.

## Biografía
Silas es hijo de Nancy Blissett, se casó con Joan y la pareja tuvo dos hijas, Heidi y Wendy Blissett. Poco después de llegar Silas le revela a su familia que Joan murió, sin embargo algunos de los residentes creen que él la mató.
El 19 de enero de 2016 Silas regresó a Hollyoaks tras visitar en la cárcel a Trevor Royle para averiguar sobre el asesino en serie «Gloved Hand Killer» y las muertes que había estado cometiendo en el hospital Dee Valley.

## Crímenes

### Asesinatos
- El 18 de noviembre de 2016 Lindsey Butterfield murió luego de que Silas la estrangulara.
- Heidi Costello: Es la hija de Silas, quien la asesinó accidentalmente durante una fiesta de disfraces, Heidi, Lynsey y Texas se disfrazaron de catwoman, pero Silas al confundirla con Lynsey o con Texas, sus víctimas originales, la golpeó en la cabeza y la asfixió.[3] Al darse cuenta de lo que había hecho quedó destrozado por haber asesinado a su propia hija.
- Rae Wilson: Comenzó cuando Rae aceptó ser la DJ en una fiesta, mientras iba a matar a Theresa , Silas se encontró con Rae quien le dice que después de que varios hombres le han roto el corazón ha decidido pasar un buen rato con ellos y divertirse, más tarde ese mismo día Silas decida robarle el teléfono a Theresa y le manda un mensaje falso a Rae diciéndole que se encuentre con "ella" afuera de la fiesta, Rae acude a la cita y Silas termina asfixiándola.[4] Decidido a librarse de Brendan Brady, el amigo de Lynsey y que ya sospecha de él, decide incriminarlo del asesinato aprovechando que este había discutido con Rae en la mañana cuando sin querer reveló enfrente del hijo de Brendan que él era gay.
- Rebecca Jeny Massey: Comenzó cuando Jenny empezó a hablar con Silas quien tomó el alias de "David Cox" por el internet, con el objetivo de encontrar a un viejo rico, drogarlo y robarle todo su dinero. Sin embargo el plan no sale como pensó, Silas termina drogándola y aunque intenta escapar, este la alcanza y la mata,[5] posteriormente la esconde en el bosque pero Texas descubre su cuerpo días después.[6]
- India Longford: fue asesinada después de que comenzara a experimentar las citas por internet, donde conoció a "Cameron", un joven con el que se iba a encontrar para una cita, pero en el camino su coche se detiene y Silas la ayuda, sin embargo ahí le revela que él es Cameron y aunque India intenta escapar de él, este la alcanza y la mata.[7] Su víctima original era su hermana Texas.
- Joan Blissett: fue asesinada por su esposo Silas Blissett luego de que este descubriera que Joan lo estaba engañando con su vecino, poco después de su asesinato Silas fingió que tenía un ataque al corazón, aunque durante muchos años Silas les dijo a todos que Joan había sido asesinada por un ladrón luego de descubrió la verdad.

### Víctimas
Algunas de sus víctimas que han salido con vida:
- Mercedes McQueen: Recientemente Silas la secuestró y la mantiene encadenada en un sótano, después de que en su boda con Riley revelara que tuvo una aventura con su padre, Carl. El plan de Silas es matarla después de que Mercedes dé a luz a su bebé.[8] Después de que Silas es arrestado, Riley encuentra y rescata a Mercedes, quien está a punto de dar a luz. Riley ayuda a Mercedes a dar a luz a su hijo y poco después la lleva al hospital donde se recupera.
- Theresa McQueen: Silas se disgustó con Theresa y estaba decidido a matarla, luego cuando se enteró de que ella había entrado a un sitio de citas por el internet intentó crear una cuenta falsa para hacer que ella fuera a una cita. Sin embargo cambió de parecer cuando se enteró de que Theresa estaba enamorada de Will Savage.
- Lynsey Nolan: Todo comenzó cuando Silas se molestó por un consejo que Lynsey dio por la radio para jóvenes con alguna ofensa sexual, su furia creció cuando Lynsey se vistió como una sexy enfermera para un programa de Jamil y Lee. Después de que Lynsey regresó a su casa en la noche Silas la tomo por detrás e intento asfixiarla. Sin embargo Silas huye cuando Lynsey grita y despierta a Riley, quien asustado por el grito va a ver que pasa.[9] Desde entonces Lynsey ha intentado advertirle a Cheryl Brady, Nancy Hayton, Brendan Brady, Riley Costello, Texas Longford y recientemente a Doug Carter de que Silas es el responsable de los asesinatos ocurridos, sin embargo Silas se ha encargado de atormentarla y ponerle juegos mentales para que la gente crea que está loca y crean en lo que dice. Más tarde Lynsey logra desenmascarar a Silas quien es arrestado por sus crímenes.
- Texas Longford: Silas la llevó al bosque para matarla después de enterarse de que había tenido relaciones con Doug Carter para obtener cocaína y un coctel de tranquilizantes, pero cuando está a punto de matarla cambia de parecer al sentirse culpable por haber matado a su hermana, India Longford. Después de que Silas es arrestado Texas le pregunta por qué le hizo daño a su hermana y este le responde que está verdaderamente arrepentido por haber matado a India y que a la que debió haber muerto fue a ella y no a India.